# Theakston (Yorkshire du Nord)
Theakston est un village et une paroisse civile du Yorkshire du Nord, en Angleterre.